# RAF-Avia
RAF-Avia és una aerolínia de letona amb seu a Riga. Opera serveis de càrrega de TNT, DHL i d'altres, així com transport de militars i de les Nacions Unides i correu postal. La seva base principal es troba a l'aeroport Internacional de Riga.

## Història
La línia aèria va ser fundada el 1990 com la primera línia aèria privada a Letònia. Va començar a operar el 1991 volant recanvis i subministrament per a la planta de producció de la Royal Air Force Minibus a Letònia. El 1994 RAF-Avia va començar a canviar a empresa comercial de vol xàrter. El 1996 es va convertir en una societat anònima de propietat privada. És enterament propietat del Grup RAF-Avia.

## Flota
Flota de la companyia disponible amb data gener del 2015: